# Pachyphyllum vaginatum
Pachyphyllum vaginatum är en orkidéart som beskrevs av Rudolf Schlechter. Pachyphyllum vaginatum ingår i släktet Pachyphyllum och familjen orkidéer.
Artens utbredningsområde är Colombia. Inga underarter finns listade i Catalogue of Life.